# 三原戰鬥
三原戰鬥發生於1918年1月14日－17日，地點則是在中國陝西三原。是北洋政府時期內戰之一，交戰兩方為的陝軍張義安及的曾紀賢軍之嚴錫龍團，最後，陝軍張義安獲勝，嚴錫龍佔領三原，陝西省大半領土統一。